# Gyíkfű
Az ajakosvirágúak (Lamiales) rendjébe és az árvacsalánfélék (Lamiaceae) családjába tartozó Prunella növénynemzetséget magyarul gyíkfűnek nevezik.
A növénynemzetségnek a latin Prunella nevet Linné adta a 18. században, de a Kárpát-medencében őshonos három Prunella növényfajra már Linné névadása előtt a gyíkfű elnevezést használták. Ezen kívül szűkebb értelemben gyíkfűnek nevezik a három faj közül a leggyakoribbat, az általánosan elterjedt közönséges gyíkfüvet is.
A latin nevet illetően a Prunella (gyíkfű) növénynemzetség nem tévesztendő össze az egyező hangalakú Prunella (szürkebegy) állatnemmel. A magyar nevet illetően pedig gyíkfűnek nevezik népiesen a lándzsás útifüvet is, ami azonban az útifűfélék (Plantaginaceae) családjába tartozó növényfaj, azaz rendszertani szempontból nem gyíkfű (Prunella).

## Kárpát-medencei fajok
- nagyvirágú gyíkfű (Prunella grandiflora (L.) Scholler);
- fehér gyíkfű (Prunella laciniata (L.) L.);
- közönséges gyíkfű (Prunella vulgaris L.).

## Fajok
- Prunella albanica Pénzes – albán gyíkfű;
- Prunella cretensis Gand.;
- Prunella grandiflora (L.) Scholler – nagyvirágú gyíkfű;
  - Prunella grandiflora subsp. grandiflora;
  - Prunella grandiflora subsp. pyrenaica (Gren. & Godr.) A.Bolòs & O.Bolòs;
- Prunella hyssopifolia L. – izsóplevelű gyíkfű;
- Prunella laciniata (L.) L. – szeldeltlevelű gyíkfű;
- Prunella orientalis Bornm.;
- Prunella prunelliformis (Maxim.) Makino;
- Prunella vulgaris L. – közönséges gyíkfű;
  - Prunella vulgaris subsp. asiatica (Nakai) H.Hara;
  - Prunella vulgaris subsp. hispida (Benth.) Hultén;
  - Prunella vulgaris subsp. lanceolata (W.P.C.Barton) Piper & Beattie;
  - Prunella vulgaris subsp. vulgaris.

### Hibridek
- Prunella x bicolor Beck
- Prunella x intermedia Link
- Prunella x spuria Stapf